# Adem Ilhan
Adem Ilhan je anglický zpěvák, multiinstrumentalista a hudební producent tureckého původu. Začínal jako baskytarista ve skupině Fridge, s níž vydal několik alb. V roce 2003 podepsal smlouvu s vydavatelstvím Domino Records a roku 2004 vydal své první sólové album Homesongs. Později vydal další alba, přičemž to z roku 2008, nazvané Takes, obsahuje coververze písní například od kapel Yo La Tengo, The Smashing Pumpkins či hudebnice Björk. V roce 2011 vydal ve spolupráci s kapelou Lau extended play Ghosts. Během své kariéry spolupracoval i s dalšími hudebníky, mezi něž patří například Phil Selway a Vashti Bunyan. Je autorem hudby k filmům Politické kruhy (2009) a The Ones Below (2015).

## Diskografie
- Homesongs (2004)
- Love and Other Planets (2006)
- Takes (2008)
- Seconds Are Acorns (2015)